# فن منهوب

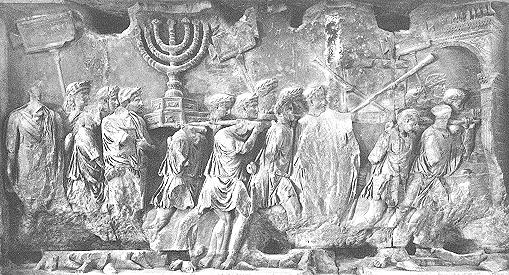
حصار القدس، من الجدار الداخلي لقوس تيتوس، روما

الفن المنهوب نتيجة للنهب في أثناء الحروب، والكوارث الطبيعية، وأعمال الشغب لعدة قرون. قد يكون نهب الفن، وعلم الآثار، والممتلكات الثقافية الأخرى عملًا إجراميًا انتهازيًا، أو قد يكون حالة أكثر تنظيمًا للنهب غير القانوني أو غير الأخلاقي من قبل المنتصر في النزاع. يعكس مصطلح «الفن المنهوب» التحيز، وهل كان فن معين قد أُخِذ بنحو قانوني أو غير قانوني؟ غالبًا ما يكون هذا موضوع قوانين متضاربة وتفسيرات ذاتية للحكومات والشعوب. إن استخدام مصطلح «الفن المنهوب» في إشارة إلى كائن فني معين يعني ضمنًا أن العمل الفني مأخوذ بطريقة غير قانونية.
تشمل المصطلحات ذات الصلة سرقة الأعمال الفنية (سرقة القطع الأثرية القيمة، غالبًا لأسباب تجارية)، والآثار غير المشروعة (الآثار أو القطع الأثرية المتداولة سراً ذات الأهمية الأثرية، الموجودة في الحفريات غير القانونية أو غير المنظمة)، والمصدر (أصل أو مصدر قطعة فنية)، وإعادة الفن (عملية إعادة الأعمال الفنية والتحف إلى أصحابها الشرعيين).

## التاريخ

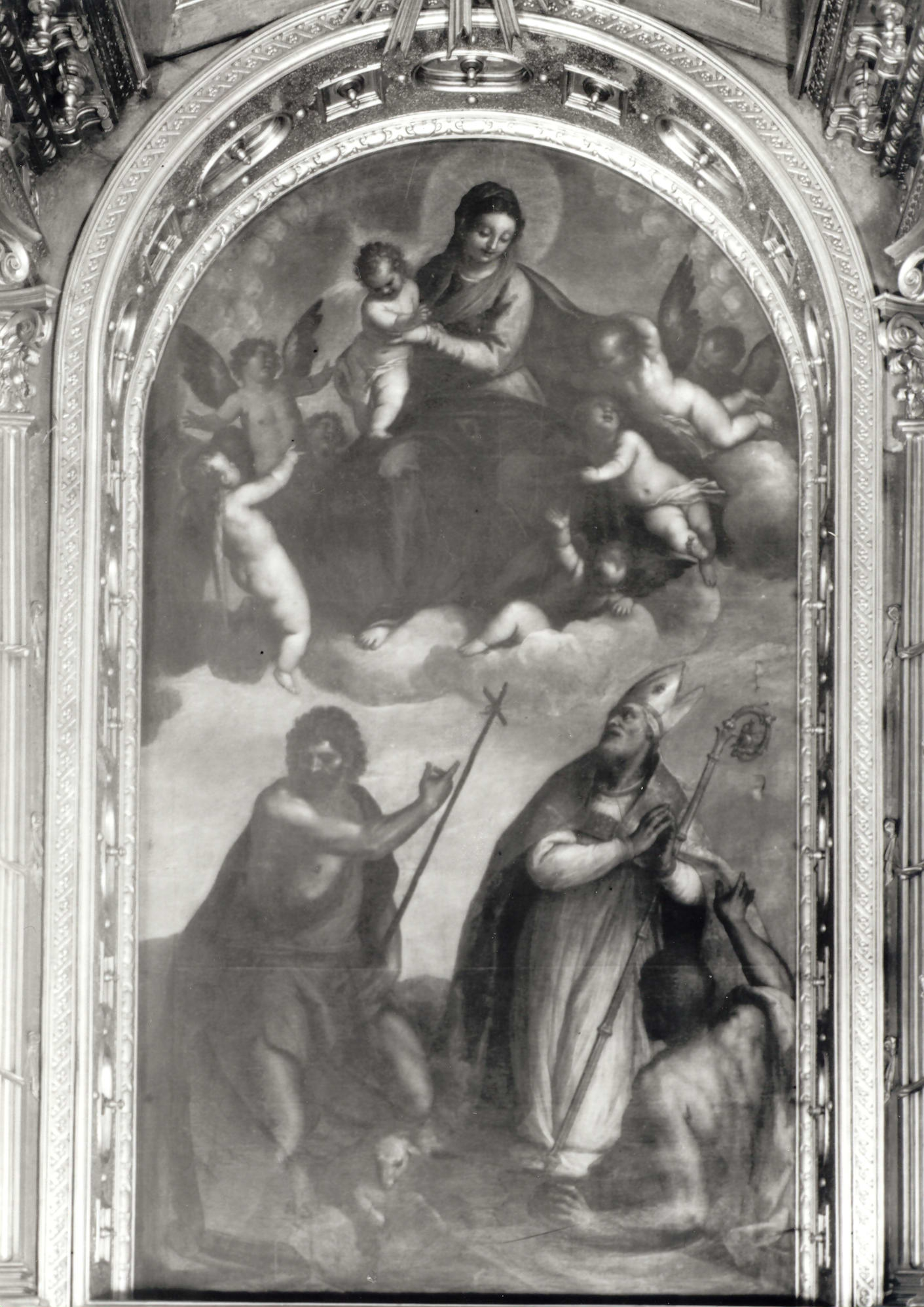
نهب نابليون لوحة العذراء والطفل مع القديس يوحنا المعمدان وسانت ستانيسواف التي رسمها بالما إل جيوفاني وعاد إلى وارسو في عشرينيات القرن التاسع عشر. دمرها الألمان فيما بعد خلال انتفاضة وارسو.

نهب الفن له تاريخ طويل، وغالبًا ما ينهب الطرف الفائز في النزاعات المسلحة الطرف الخاسر. وفي غياب النظام الاجتماعي، غالبًا ما ينضم السكان المحليون إليه. نهب لصوص القبور محتويات جميع مقابر الفراعنة تقريبًا قبل غزو الإسكندر الأكبر لمصر عام 332 قبل الحقبة العامة. كان مجموع عمليات الطرد من روما سبعة. يتضمن العهد القديم إشارات عدة إلى النهب ونهب الفن والكنوز. قيل في سفر أخبار الأيام: «هجم ملك مصر شيشق على أورشليم وأخذ كنوز هيكل الرب والقصر الملكي، وأخذ كل شيء، مثل الدروع الذهبية التي صنعها سليمان». وفي سفر إرميا 15:11 يقول الرب: «يا أورشليم، سأطردك بالتأكيد من أجل مصلحتك. أنا بالتأكيد سأجلب العدو عليك في وقت الضيق والشدة... سأعطي ثروتك وخزائنك كما لو كانت نهبًا، وسأعطيها مجانًا مقابل الذنوب التي ارتكبتها في جميع أنحاء أرضك». ومن الأمثلة الشهيرة الأخرى نهب كورنثوس الروماني عام 146 قبل الميلاد، ونهب القسطنطينية بوساطة الحملة الصليبية الرابعة، ونهب بغداد عام 1258، وإرنان كورتيس، ونهب ذهب الأزتيك. في بعض هذه الحالات فقط كان إزالة الأعمال الفنية لمصلحتها (بدلًا من قيمة موادها على سبيل المثال) دافعًا أساسيًا.
منذ ظهور سوق الفن للنحت الضخم، تعرضت الآثار المهجورة في جميع أنحاء العالم للخطر، لا سيما في إيران، وسوريا، والعراق، والأراضي القديمة لثقافة أمريكا الوسطى، وكمبوديا.
بعد نهب نابليون لأوروبا، نسخ آخرون النموذج المؤسسي للنهب والسلب المنهجي. خلال الحرب الأهلية الأمريكية، وظهرت الأطر والمبادئ التوجيهية القانونية التي بررت وشرعت النهب وسلب الأطراف والدول المعارضة. قال هنري واجر هاليك، ضابط بالجيش الأمريكي، وعالم، ومحامي مجادلًا: «لا يمكن تبرير أي محارب في تدمير المعابد أو المقابر أو التشريعات أو اللوحات أو الأعمال الفنية الأخرى (باستثناء ما قد يكون تدميرها نتيجة عرضية أو ضرورية للعمليات العسكرية). ولكن، لا يجوز له الاستيلاء على أعمال العبقرية والذوق وتناسب استخدامها باعتبارها تنتمي إلى دولة معادية، وذات طابع متحرك».
في يوليو 1862، طلب هاليك، الذي أصبح الآن قائدًا عامًا للجيوش في الاتحاد، فرانسيس ليبر، أستاذ في كلية كولومبيا، الذي عمل مع هاليك بشأن المبادئ التوجيهية لحرب العصابات، تطوير مدونة سلوك للقوات المسلحة. أصبحت مدونة قواعد السلوك، التي نُشرت بوصفها أوامر عامة رقم 100 في 24 أبريل 1863، التي وقعها رئيس الولايات المتحدة أبراهام لينكولن، تُعرف فيما بعد باسم قانون ليبر، وأذنت على وجه التحديد لجيوش الولايات المتحدة بسلب العدو ونهبه، عقلية نسختها جيوش هتلر بعد قرن. قال قانون ليبر في المادة 36: «إذا كان بالإمكان إزالة مثل هذه الأعمال الفنية أو المكتبات أو المجموعات أو الأدوات التي تنتمي إلى دولة أو حكومة معادية دون ضرر، فيجوز لحاكم الدولة أو الأمة الغازية أن يأمر بمصادرتها و إزالتها لمصلحة الأمة المذكورة. يجب تسوية الملكية النهائية من طريق معاهدة السلام التي تلت ذلك». اعتمدت القوات الروسية والأمريكية على أطر مماثلة عندما نهبوا ألمانيا بعد هزيمة النازيين.
حدد قانون ليبر أيضًا شروط النهب والعلاقة بين النهب الخاص والغنائم والنهب المؤسسي «جميع الأسر والغنائم التي تنتمي، وفقًا لقانون الحرب الحديث، بنحو أساسي إلى حكومة الآسر» (المادة 45). «لا يُسمح لأي من الضباط أو الجنود باستخدام مناصبهم أو سلطتهم في الدولة المعادية لتحقيق مكاسب شخصية، ولا حتى للمعاملات التجارية المشروعة بخلاف ذلك» (المادة 46). «... إذا عُثِر على مبالغ كبيرة على الأشخاص المسجونين، أو في حوزتهم، تؤخذ منهم، ويخصص الفائض، بعد توفير دعمهم الشخصي، للاستخدام من الجيش، بتوجيه من القائد، ما لم تأمر الحكومة بخلاف ذلك» (المادة 72).
حدث نهب جماعي للفنون خلال الحرب العالمية الثانية (انظر إلى سرقة الفن خلال الحرب العالمية الثانية).

## نهب الدول

### نهب أفغانستان
نُهِبت العديد من القطع الفنية والتحف من أفغانستان خلال حروب عدة، وهُرّبت عشرات الأعمال الفنية إلى بريطانيا، وبيعت لهواة الجمع الأثرياء. «توجد أيضًا مخاوف من أن يكون الجزء الأكبر من المجموعة في متحف كابول... الآن في أيدي المهربين أو هواة الجمع. وأشهر المعروضات هي قطع العاج بيجرام، وهي سلسلة من اللوحات الهندية الرائعة التي يعود تاريخها إلى نحو 2000 عام، ونُقِّب عنها، من قبل علماء الآثار الفرنسيين في ثلاثينيات القرن الماضي». في نوفمبر 2004، عُثِر على الكثير من المجموعة المفقودة التي يبلغ عددها 22,513 قطعة مخفية بأمان. نُقِل أكثر من 200 صندوق إلى وسط المدينة للتخزين في نهاية الاحتلال السوفيتي، متضمنةً الذهب البكتري وعاج باجرام. عُرِض نحو 228 من هذه الكنوز، متضمنةً قطعًا من الذهب البكتري والعديد من عاج باجرام، في المعرض الوطني للفنون في واشنطن العاصمة، من 25 مايو إلى 7 سبتمبر 2008.

### نهب قبرص
عقب غزو تركيا لقبرص في 1974 واحتلالها الجزء الشمالي من الجزيرة، نُهبت الكنائس المنتمية إلى الكنيسة القبرصية الأرثوذكسية في ما وصف بأنه «أحد أكثر أمثلة نهب الفن منهجية منذ الحرب العالمية الثانية». تصدرت عدة قضايًا رفيعة المستوى عناوين الأخبار في الساحة الدولية. أبرزها كانت قضية فسيفساء كاناكاريا، وهي نماذج جصية من القرن السادس الميلادي كانت قد سُرقت من الكنيسة الأصلية ونُقلت إلى الولايات المتحدة وعُرضت للبيع على متحف بمبلغ 20.000.000 دولار أمريكي. استعادتها الكنيسة الأرثوذكسية لاحقًا بعد دعوى قضائية في إنديانابوليس.